# Philippe Gloaguen
Pour les articles homonymes, voir Gloaguen.
Œuvres principales
- Les Guides du routard
- Une vie de routard

Philippe Gloaguen, né le 6 août 1951 dans les Hauts-de-Seine, est un écrivain et homme d'affaires français, cofondateur du Guide du routard depuis 1973. Il est aujourd'hui l'unique propriétaire de la marque « Routard », déposée à l'INPI en 1975.
En 2006, il publie son autobiographie, Une vie de routard, donnant ainsi à voir sa vie dédiée au voyage. En contrepoint, la même année, son parcours est critiqué dans le livre Enquête sur un guide de voyages dont on doit taire le nom, du journaliste Baudouin Eschapasse.

## Biographie
Philippe Gloaguen est le fils d'un père breton, instituteur et directeur de pensionnat et d'une mère berrichonne assistante sociale. Il naît et grandit dans les Hauts-de-Seine, est lycéen à Paris et s'inscrit en classe préparatoire aux écoles de commerce.
Durant son enfance, du fait de ses origines paternelles, il passe ses vacances à Douarnenez, dans le manoir de sa tante et de son oncle, travailleurs à la criée.

### Des voyages dès l'enfance
Il s'initie très tôt au voyage avec ses parents et découvre de nouvelles cultures, comme à Barcelone à l'âge de 8 ans.
À 13 ans, son père et lui entament un road trip en Bretagne, à la découverte du golfe du Morbihan, de Brest, de l'Aber Wrac'h ou encore du Mont Saint-Michel en Normandie.
À 16 ans, le bac en poche, il part en stop à la découverte de l'Angleterre dans le but d'apprendre l'anglais. C'est vraisemblablement[réf. nécessaire] à cette époque qu'il s'éprend pour les voyages sac à dos. Le logo du guide, créé par le dessinateur Jean Solé et représentant un baroudeur avec son sac à dos sera d'ailleurs directement inspiré de lui.

### Le Guide du routard
Après des études à l’École supérieure de commerce de Paris, où il est notamment camarade de promotion de Christophe de Margerie, futur dirigeant de Total (entreprise), Philippe Gloaguen part à la découverte du monde en compagnie de son ami Michel Duval.
En 1972, alors âgé de 21 ans, c'est avec lui qu'il s'en va découvrir l'Inde en « routard », voyage durant lequel ils écriront des carnets de route. C'est de ce périple que naît l'idée de créer un guide de voyage destiné à voyager « pas cher ». À son retour Gloaguen propose des articles à Jean-François Bizot d'Actuel, l'inventeur du terme « routard » en 1972, que Philippe Gloaguen dépose seul au titre du droit d'auteur.
Le projet se concrétise en 1973, date de la première parution du Guide du routard. Le guide voit le jour non sans mal puisqu'il a essuyé 19 refus d'éditeurs avant sa sortie effective en librairie, rendue possible par la petite maison d'édition Gedalge. À partir de 1975, c'est la maison d'édition actuelle des guides, Hachette Livre, qui reprend le projet, sous la tutelle de Gérald Gassiot-Talabot, alors responsable du pôle tourisme.
Les volumes de ventes constituent un revenu personnel considérable (sans doute de l'ordre de trois millions d'euros chaque année), versé en droits d'auteur à Philippe Gloaguen.

### Vie privée
Baignant dans une culture chrétienne, Philippe Gloaguen déclare perdre la foi en 1989, alors qu'il est soigné d'un cancer à l'hôpital de la Salpêtrière.

## Polémique
En 2006, l'opacité et les méthodes de gestion du Routard sont dénoncées par Baudouin Eschapasse, un journaliste du magazine Le Point,. En dépit des appels à relever les erreurs, la critique des guides n'est guère encouragée.

## Publications
- Auteur du Guide du routard
- Une vie de routard, coécrit avec le journaliste Patrice Trapier, éditions Calmann-Lévy, 9 mars 2006, 280 p.

### Interviews vidéo
- « Philippe Gloaguen, fondateur du routard », chaîne Dailymotion de BeNoot
- « Rencontre avec Philippe Gloaguen, fondateur du Routard », chaîne Dailymotion de Hachette
- « Philippe Gloaguen : "Je recrute plutôt des routardes" », Cadremploi.fr, 15 juillet 2013